# Mitcham (korfbalvereniging)
Mitcham Korfball Club is een Britse korfbalvereniging in de Londense wijk Mitcham.

## Geschiedenis
Mitcham Korfball Club is opgericht op 22 juli 1946. De aanleiding van de oprichting was een Nederlandse korfbalwedstrijd die gespeeld werd in Mitcham op 17 juli 1946. Pas na 2 jaar, in 1948 was de korfbalclub volgroeid en kon het een vast team opstellen voor wedstrijden. Vanaf de jaren '60 deed de club mee voor de landelijke en Europese prijzen.

## Erelijst
- Brits kampioen, 19x (1967, 1968, 1969, 1970, 1971, 1972, 1979, 1986, 1988, 1990, 1992, 1995, 1996, 1998, 1999, 2000, 2001, 2002, 2004)
- Europa Shield kampioen, 1x (2005)

## Europees
Als Brits landskampioen speelde Mitcham 10 keer de Europacup. In deze 10 deelnames was het beste resultaat in 1998, toen de club 2e (runner-up) werd.